# Đảo Busuanga

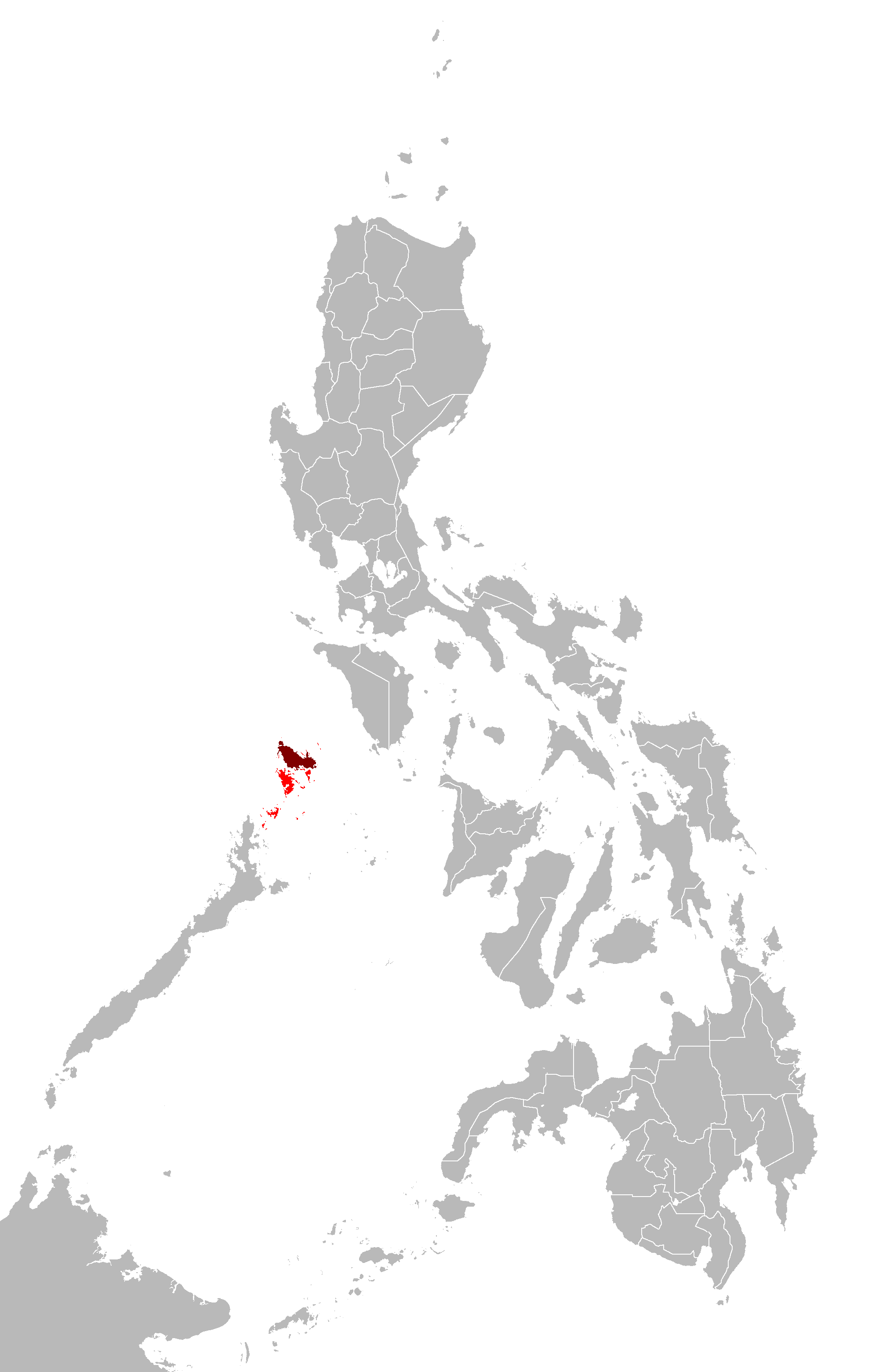
Bản đồ của Philippines cho thấy vị trí của Nhóm Calamian (màu đỏ) và Busuanga Island (trong màu hạt dẻ).

Đảo Busuanga là hòn đảo lớn nhất trong quần đảo Calamian thuộc Palawan ở Philippines. Đảo Busuanga trên thực tế, là hòn đảo lớn thứ hai trên địa bàn tỉnh này sau đảo Palawan. Hòn đảo này nằm giữa các đảo Mindoro và Palawan với Biển Đông nằm ở phía tây và biển Sulu về phía đông nam. Phía nam của hòn đảo là hai hòn đảo lớn khác của nhóm đảo Calamian: Đảo Culion và đảo Coron.
Phía tây của hòn đảo này thuộc khu đô thị Busuanga và phía đông, chiếm 2/3 thuộc về đô thị Coron.
Đảo Busuanga chủ yếu được biết đến như một địa điểm lặn giải trí, có hai xác tàu chiến Nhật Bản trong Chiến tranh thế giới II bị đánh chìm bởi hải quân Mỹ trong Vịnh Coron, một điểm neo đậu tự nhiên gần trung tâm thị trấn Coron, vào ngày 24 tháng 09 năm 1944.

## Liên kết
- Images from a dive trip to Coron, Busuanga in April 2006 Lưu trữ ngày 22 tháng 9 năm 2020 tại Wayback Machine
- Landscapes of Busuanga 2012 Lưu trữ ngày 14 tháng 7 năm 2014 tại Wayback Machine